# Família de Vesta
La família d'asteroides Vesta és un grup d'asteroides i majoritàriament d'asteroides de tipus V («vestoides») al cinturó interior d'asteroides, a prop de Vesta.

## Característiques

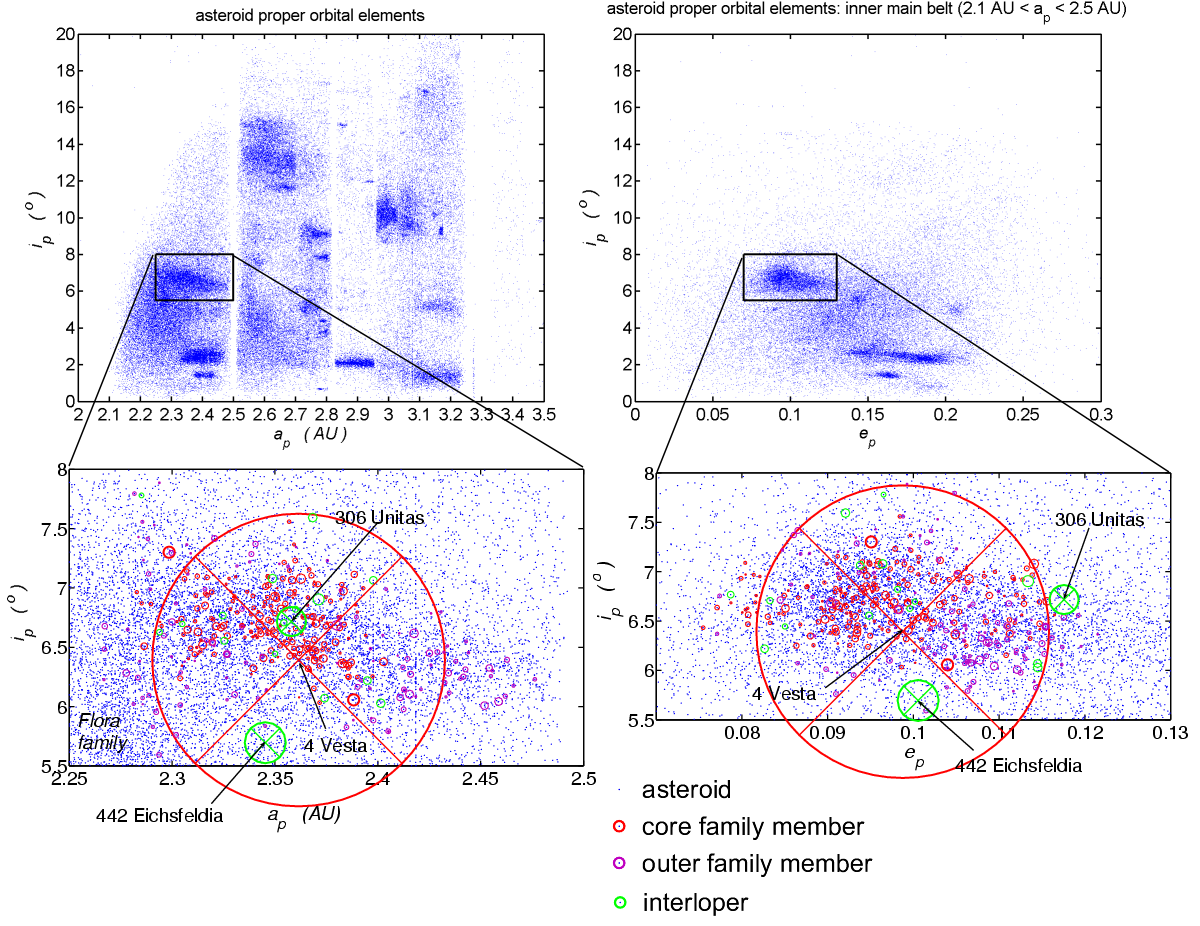
Ubicació i estructura de la família Vesta.

Els asteroides Vesta consten de l'asteroide més gros, Vesta que dona nom a la família, i de tots els asteroides d'un diàmetre de 530 quilòmetres de mitjana, i d'altres asteroides molt més petits amb un diàmetre inferior als 10 km.
Els més brillants d'ells, (1929) Kollaa i (2045) Pequín, tenen una magnitud absoluta de 12,2, el què els donaria un radi d'uns 7,5 quilòmetres suposant una albedo semblant a la del mateix Vesta.
Amb anterioritat l'anomenat (1) Ceres era l'asteroide més gros, i ara es classifica com a planeta nan; Ceres.
La família es va originar a partir d'un impacte al pol sud de l'asteroide 4 Vesta, sent l'origen del cràter gegant Rheasilvia i el lloc més probable de l'impacte. Es creu que la família és la font dels meteorits HED
La família de Vesta també inclou un parell d'asteroides de tipus J (relacionats amb el de tipus V), que es creu que procedeixen de les capes més profundes de l'escorça de Vesta; i són similars als meteorits diogenites.
Una anàlisi numèrica del HCM (Zappalà 1995) va determinar un gran grup de membres de la família "essencials", els elements orbitals adients es troben en les àrees aproximades:
|     | ap      | ep    | ip   |
| --- | ------- | ----- | ---- |
| mín | 2.26 ua | 0.075 | 5.6° |
| màx | 2.48 ua | 0.122 | 7.9° |

Això dona als límits aproximats de la família. En l'època actual, l'àrea osculatriu dels elements orbitals d'aquests membres principals és:
|     | a       | e     | i    |
| --- | ------- | ----- | ---- |
| min | 2.26 ua | 0.035 | 5.0° |
| màx | 2.48 ua | 0.162 | 8.3° |

L'anàlisi de Zappalà de 1995 va trobar 235 membres principals. Una recerca en una base de dades correcta d'elements recents (AstDys) de 96.944 planetes de menor importància el 2005 va produir 6.051 objectes (aproximadament el 6% del total), situada a la regió de la família Vesta com per al primer quadre anterior.

## Intrusos
Les anàlisis espectroscòpiques han demostrat que alguns dels més grans asteroides Vesta, són de fet, intrusos. No són de la classe espectral de tipus V o J, sinó que tenen elements orbitals similars per coincidència. Aquests inclouen (306) Unitas, (442) Eichsfeldia, (1697) Koskenniemi, (1781) Van Biesbroeck, (2024) McLaughlin, (2029) Binomi, (2086) Newell, (2346) Lilio, entre d'altres. (Identificat mitjançant la inspecció del PDS conjunt de dades de la taxonomia d'asteroides PDS Arxivat 2003-11-19 at Archive.is).